# 万華鏡エタニティ
万華鏡エタニティ（まんげきょうエタニティ）は、2020年1月22日にUUUM Recordsより発売されたラトゥラトゥのミニ・アルバム。

## 概要
ラトゥラトゥ初のミニアルバム。1stシングル『神様の言うとおりに/絶命ロック』は今作に収録されていない。
「限りなく青い月」「アシメゴースト」は1stフルアルバム『百火繚乱船』にも収録されている。

## 収録曲
| 全作詞: タケヤキ翔、全作曲・編曲: マイキ。 |                      |            |            |
| #                                          | タイトル             | 作詞       | 作曲・編曲 |
| 1.                                         | 「万華鏡エタニティ」 | タケヤキ翔 | マイキ     |
| 2.                                         | 「Yellow Voice」     | タケヤキ翔 | マイキ     |
| 3.                                         | 「限りなく青い月」   | タケヤキ翔 | マイキ     |
| 4.                                         | 「アシメゴースト」   | タケヤキ翔 | マイキ     |
| 5.                                         | 「赤い信号機」       | タケヤキ翔 | マイキ     |
| 6.                                         | 「窓を染める黒い空」 | タケヤキ翔 | マイキ     |